# Ham in a Harem
Ham in a Harem è un cortometraggio muto del 1915 diretto da Chance Ward (Chance Ward).

## Trama
Travestiti, Ham e Bud si intrufolano nell'harem.

## Produzione
Il film fu prodotto dalla Kalem Company.

## Distribuzione
Distribuito dalla General Film Company, il film - un cortometraggio di una bobina - uscì nelle sale cinematografiche statunitensi il 30 marzo 1915.
Nel 2006, il film è stato distribuito in DVD dalla Looser Than Loose Publishing con il titolo Ham and the Harem.